# Litopterna
I litopterni (Litopterna) sono un gruppo di mammiferi fossili esclusivi dell'America meridionale.

## Caratteristiche
Evolutisi indipendentemente dal resto degli ungulati (dal momento che per quasi tutto il Cenozoico l'America meridionale è stato un continente - isola), questi animali hanno sviluppato spiccate analogie con altri gruppi di mammiferi erbivori, mostrando esempi di convergenza evolutiva. In particolare, con i perissodattili i litopterni condividono la struttura degli arti e, in misura minore, la tipologia di dentatura. Gli arti sono mesassonici e nella maggioranza dei casi tridattili, anche se nelle zampe anteriori in alcune forme è presente un rudimento del quinto metacarpo. L'astragalo presenta una superficie articolare a puleggia per la tibia e una a forma di sella per il navicolare, mentre il femore è dotato di un terzo trocantere.

## Cavalli e cammelli?
I litopterni sono raggruppati in varie famiglie, le più note delle quali sono quelle degli adiantidi, dei proteroteridi e dei macrauchenidi. I primi sono costituiti da piccole forme dalla dentatura specializzata, caratteristiche dell'Oligocene e del Miocene, generalmente poco conosciuti (ad esempio Adianthus). I proteroteridi includono animali che hanno portato all'estremo la somiglianza con i perissodattili: si tratta di erbivori simili a piccoli cavalli, con tanto di zampe allungate e dotate in alcuni casi di un solo dito irrobustito in uno zoccolo (Thoatherium). La famiglia dei macrauchenidi, invece, consta di animali vagamente simili agli odierni tilopodi, che crebbero in dimensione fino a superare gli odierni cammelli. Le zampe, però, ricordano sempre quelle dei perissodattili. Tra i generi più noti si ricordano Theosodon del Miocene e Macrauchenia del Pleistocene, quest'ultimo probabilmente dotato di una corta proboscide.

## Estinzione
Nonostante la grande espansione del gruppo nel corso del Cenozoico, i litopterni dovettero subire l'improvvisa aggressiva competitività degli altri mammiferi placentali provenienti dal Nordamerica, quando nel Pliocene i continenti si riunirono. I litopterni, assieme a molti altri mammiferi primitivi come i notoungulati e molte famiglie di xenartri, subirono la competizione riducendosi a pochi generi, gli ultimi e si estinsero alla fine del Pleistocene, poco prima (o più probabilmente poco dopo) l'arrivo degli uomini in nordamerica.

## Galleria d'immagini

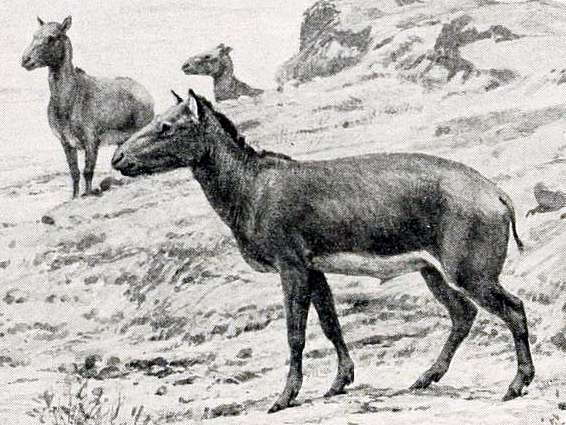
Ricostruzione di Diadiaphorus
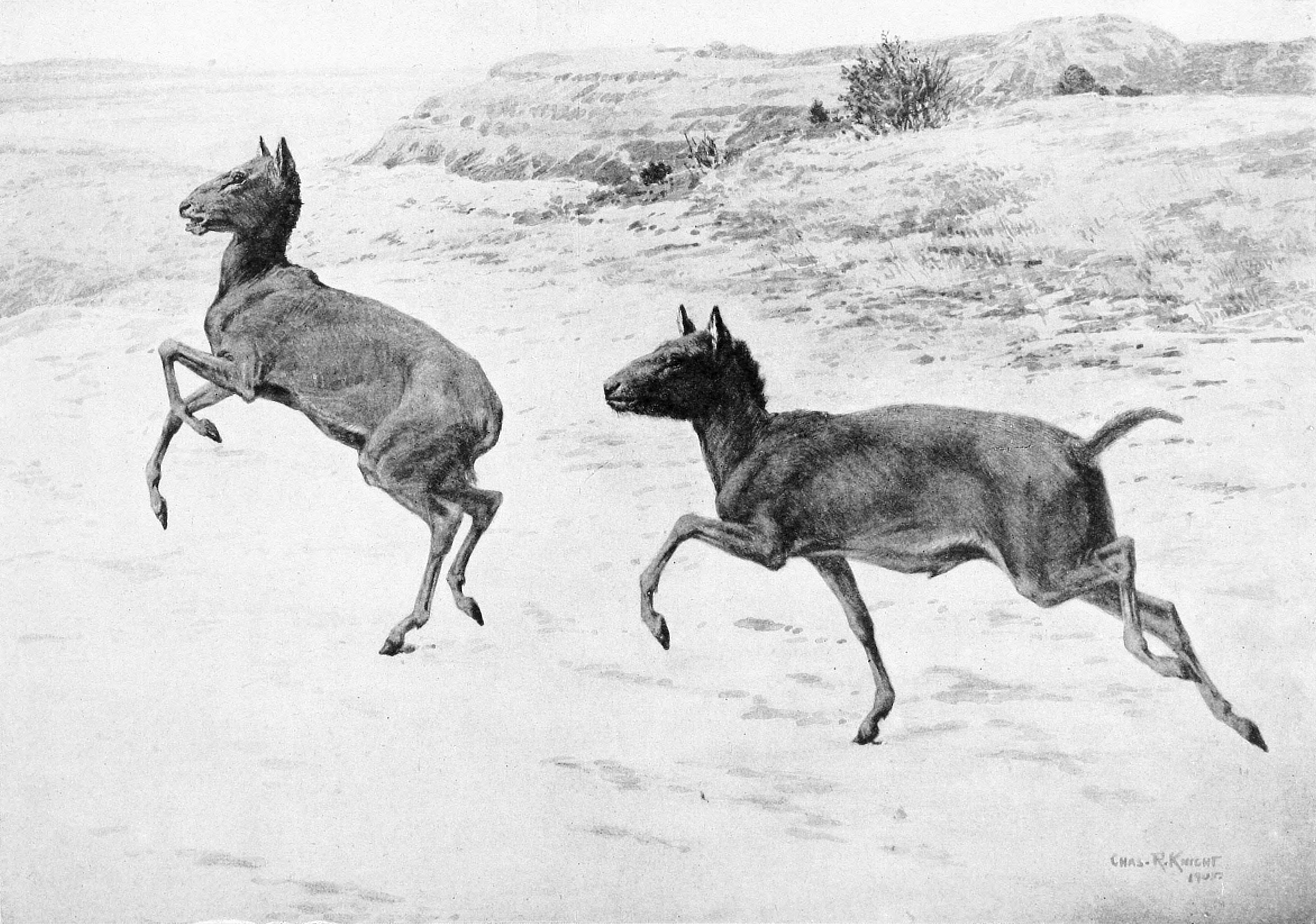
Ricostruzione di Thoatherium
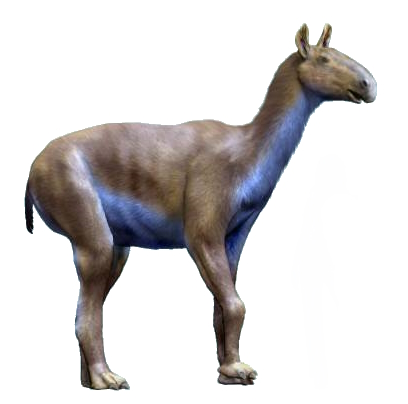
Ricostruzione di Macrauchenia
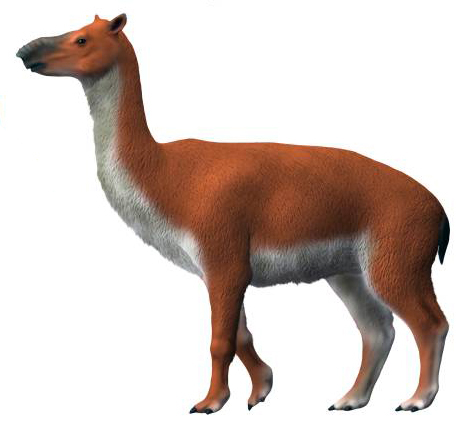
Ricostruzione di Theosodon